# Heterolocha gradivaria
Heterolocha gradivaria är en fjärilsart som beskrevs av Charles Oberthür 1916. Heterolocha gradivaria ingår i släktet Heterolocha och familjen mätare. Inga underarter finns listade i Catalogue of Life.